# CGCG 436-030
CGCG 436-030 (również PGC 4798) – zniekształcona galaktyka spiralna znajdująca się w konstelacji Ryb w odległości około 400 milionów lat świetlnych od Ziemi.
Galaktyka CGCG 436-030 ma bardzo wyraźny zakręcony ogon. Sąsiednia galaktyka, znajdująca się u dołu po prawej stronie zdjęcia ma skomplikowaną strukturę, w tym wiele szlaków rozciągających się daleko od jej rdzenia. Jasna gwiazda, widoczna między dwiema galaktykami, nie należy do systemu interakcji, lecz znajduje się w Drodze Mlecznej i jest obiektem pierwszego planu.